# Kieś
Kieś (łot. Cēsis, wym. [ˈt͡seːsis]ⓘ; niem. Wenden; ros. Цесис; estoń. Võnnu; dawniej Wenden) – miasto na Łotwie nad rzeką Gaują.
Miejsce obrad sejmików Inflant.

## Historia
Miasto założone w 1206. W 1583, po wyprawach inflanckich Stefana Batorego, na sejmiku w Kiesi Stanisław Pękosławski ogłosił w imieniu króla nową konstytucję Inflant. Od 1598 było stolicą województwa wendeńskiego I Rzeczypospolitej (istniało formalnie do 1660).
Najstarszą zachowaną budowlą miasta jest, obecnie protestancki, kościół św. Jana zbudowany w 1284 przez mistrza krajowego Wilhelma Schaenberga. W roku 1535 zmarł w nim nagle, podczas nabożeństwa wielki mistrz Walter von Pletenberg. Świątynia jest miejscem pochówku kilku dostojników zakonnych i biskupów, m.in. biskupa Andrzeja Nideckiego.
Najstarsza osada ludzka w Kiesi znajdowała się na wzgórzu Riekstu, gdzie plemię Vendów z bałtycko-fińskiej grupy językowej wzniosło drewniane grodziszcze (stąd niemiecka nazwa miasta Wenden). 18-metrowej wysokości wzgórze z widocznymi resztkami fortyfikacji można podziwiać w Parku Zamkowym w Kiesi. Gród znajdował się w pobliżu ważnego traktu wiodącego z zachodu na wschód i dominował nad okolicą.

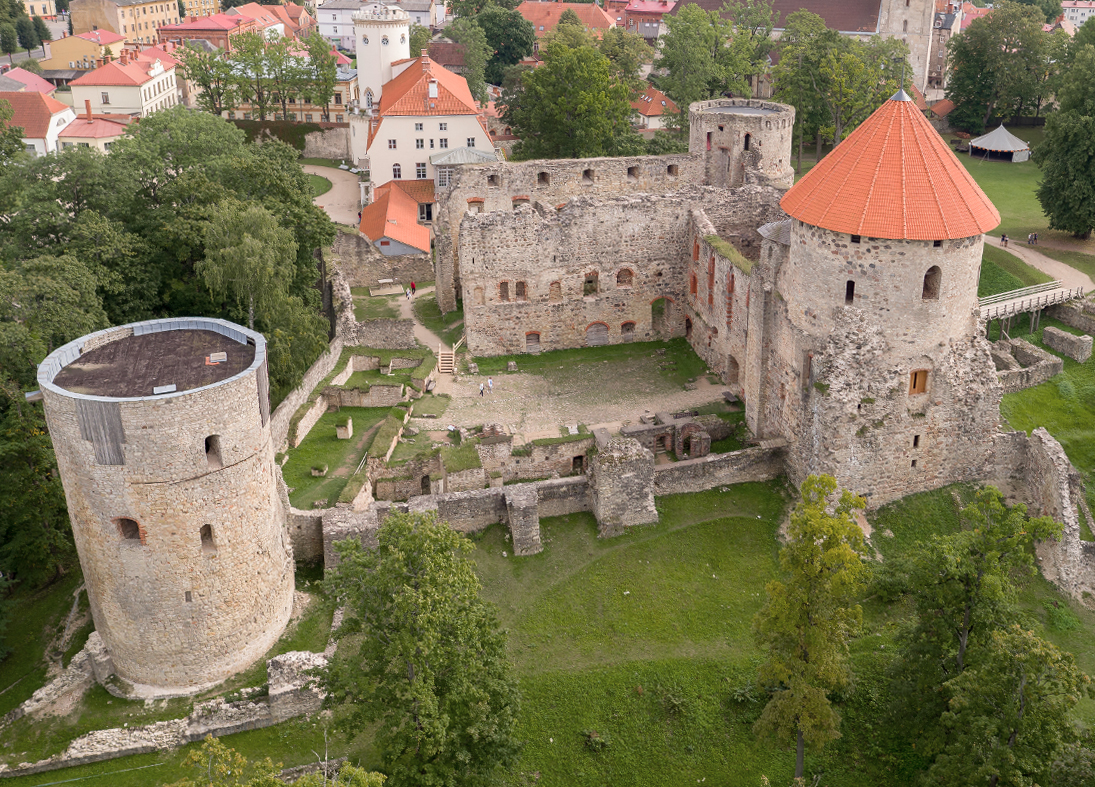
Stary zamek w Kiesi

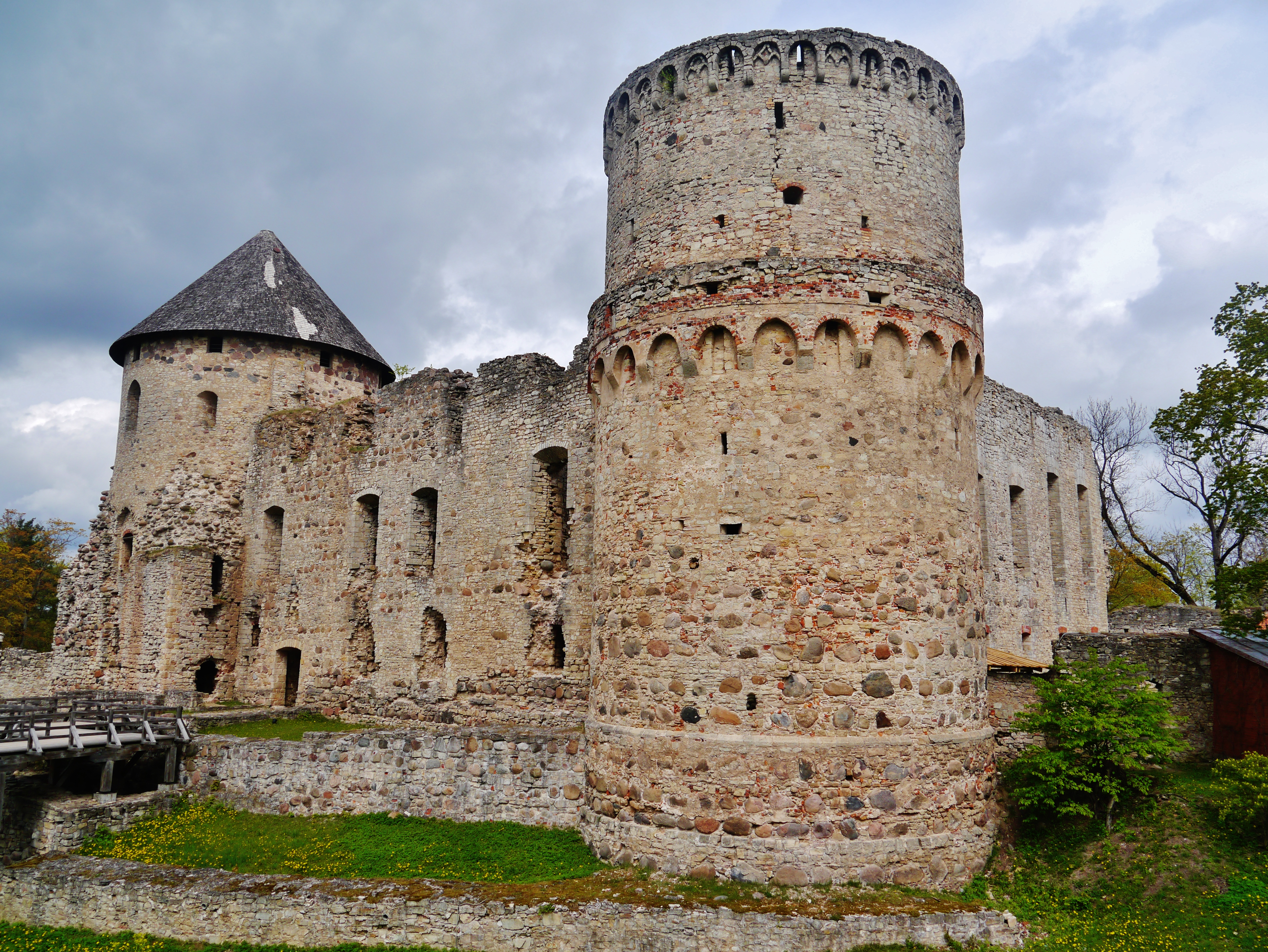
Stary zamek w Kiesi

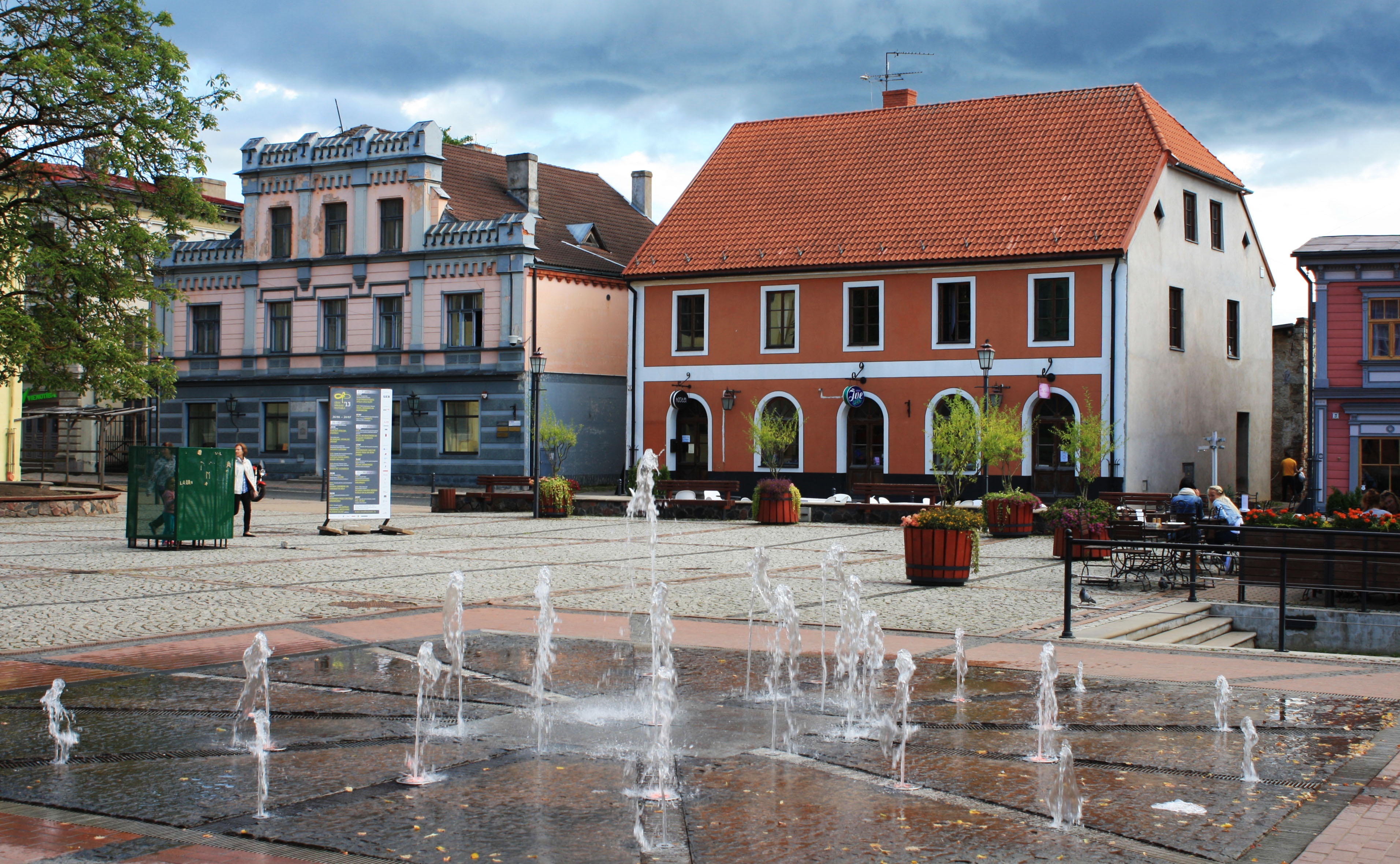

Niemieccy krzyżowcy z zakonu kawalerów mieczowych w roku 1209, w pobliżu grodowego wzgórza, rozpoczęli budowę zamku o nazwie Wenden Już w roku następnym zamek ten był przez trzy dni oblegany przez Estów. Gdy zamek został rozbudowany i dobrze ufortyfikowany, służył jako siedziba Wielkich Mistrzów zakonu. Była to główna rezydencja inflanckiego mistrza krajowego. W centrum miasta rozplanowano rynek i wzniesiono dominujący nad otoczeniem kościół św. Jana, który powstał w latach 1281–1284. Miasto otoczone było kamiennymi murami, których fragmenty do dziś są widoczne przy ulicach Vaļņu i Palasta. Miasto szybko się rozwijało, dzięki czemu w średniowieczu zostało przyjęte do Hanzy. Po sekularyzacji zakonu krzyżackiego, w 1566 roku miasto zostało włączone do Wielkiego Księstwa Litewskiego. W roku 1577, podczas wojen inflanckich, garnizon wysadził w powietrze część zamku, by zapobiec dostaniu się w ręce Iwana Groźnego, który został ostatecznie pokonany w serii bitew pod Kiesią (1577–1578). W 1584 roku na mocy bulli papieża Sykstusa V, Kieś (Wenden) stała się siedzibą katolickiego biskupstwa inflanckiego, które istniało do 1798 roku. W latach 1614–1625 działało tu kolegium jezuitów.
W roku 1598 Kieś została włączona w skład Rzeczypospolitej Obojga Narodów jako stolica województwa wendeńskiego, a pięć lat wcześniej król Zygmunt III Waza wyznaczył biskupowi wendeńskiemu miejsce w Senacie po biskupie kamienieckim. W 1620 Kieś/Wenden zostało zdobyte przez Szwedów. Zamek został odbudowany, ale ponownie zburzony w roku 1703 w czasie Wielkiej Wojny Północnej przez Rosjan i pozostawiony w postaci ruin.
W drugiej połowie XIX wieku budowa drogi bitej Ryga – Psków (1868) i linii kolejowej Ryga – Valka (1889) przyspieszyły rozwój miasta. Ulica Raunas, łącząca dworzec kolejowy ze Starym Miastem, została zaprojektowana jako szeroka, reprezentacyjna arteria z dominującymi budynkami Łotewskiego Domu Ludowego (architekt A. Malvess) i Sądu Obwodowego (architekt P. Mengelis).
Bitwa pod Kiesią w czerwcu 1919 roku stanowiła decydujący moment dla estońskiej i łotewskiej walki o niepodległość.

## Zabytki

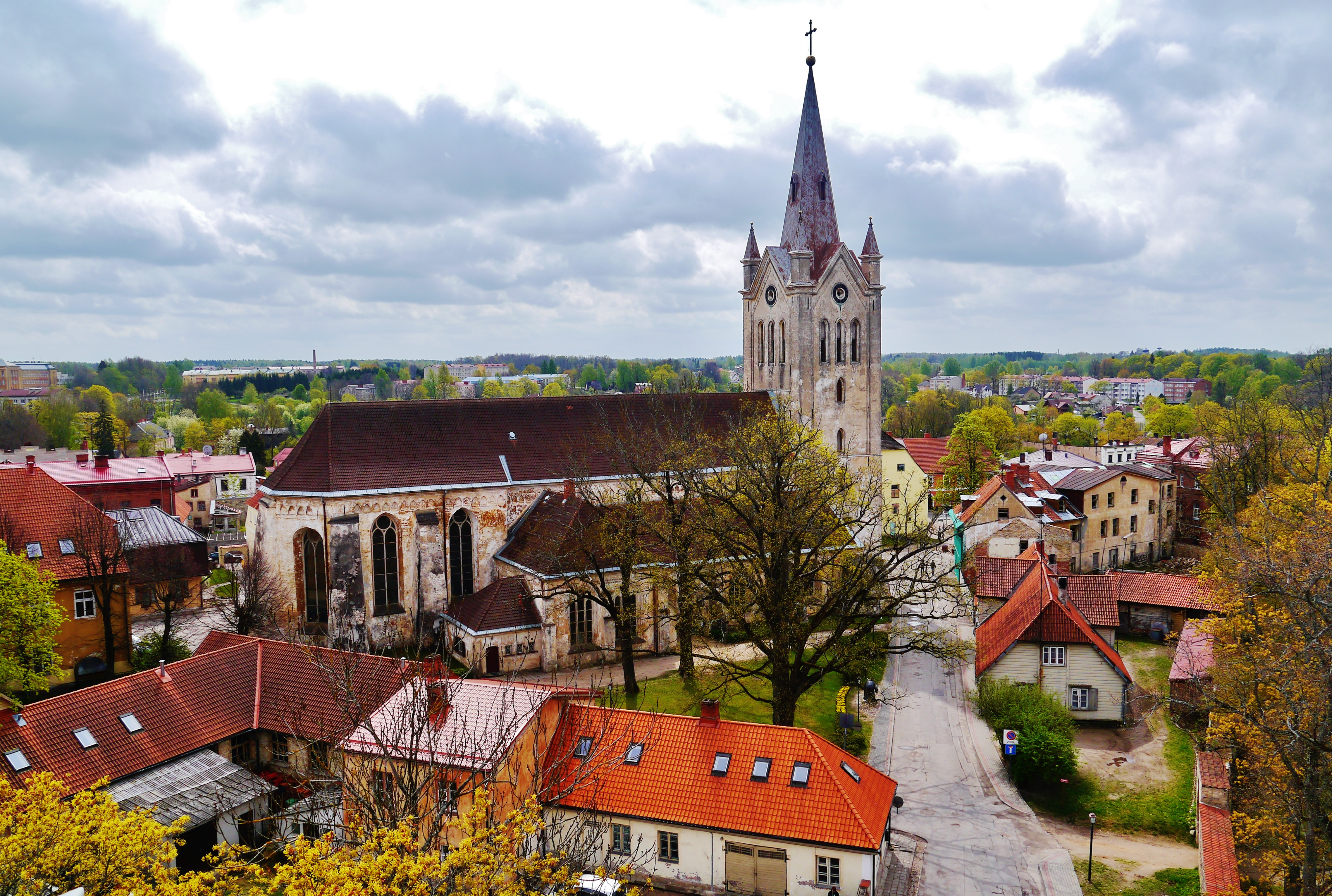
Kościół św. Jana

- zamek gotycki – siedziba polskich starostów. Gdy w roku 1777 zamek wraz z otoczeniem otrzymał hrabia Sievers, w oparciu o wschodnią basztę zamku wzniesiona została nowa rezydencja magnacka, tzw. Nowy Zamek. W 1949 zabudowania stajni i wozowni Nowego Zamku stały się siedzibą Muzeum Historycznego.
- kościół gotycki pw. św. Jana z 1284 r., w którym płytą nagrobną upamiętniony jest biskup Andrzej Patrycy Nidecki
- mury obronne – fragmenty
- najstarszy browar na Łotwie „Cēsu alus darītava”, wzniesiony w roku 1878 na bazie starszego, pamiętającego czasy wojen inflanckich

- cerkiew Przemienienia Pańskiego z 1845 r.[8]

## Urodzeni w mieście
- Mārtiņš Cipulis – hokeista
- Imants Sudmalis – radziecki partyzant narodowości łotewskiej, Bohater Związku Radzieckiego[9]

## Współpraca
- Achim, Niemcy
- Olita, Litwa
- Frederiksberg, Dania
- Östergötland, Szwecja
- Ainaži, Łotwa
- Rakvere, Estonia
- Rakiszki, Litwa
- Gmina Tyresö, Szwecja
- Venafro, Włochy
- Konstancin-Jeziorna, Polska
- Varese, Włochy
- Żółkiew, Ukraina
- Tara, Rosja